# Gunong Beutong
Gunong Beutong är en kulle i Indonesien.   Den ligger i provinsen Aceh, i den västra delen av landet, 1 700 km nordväst om huvudstaden Jakarta. Toppen på Gunong Beutong är 42 meter över havet.
Terrängen runt Gunong Beutong är platt söderut, men norrut är den kuperad. Havet är nära Gunong Beutong åt sydväst.Runt Gunong Beutong är det ganska tätbefolkat, med 52 invånare per kvadratkilometer.